# Служево (Куявсько-Поморське воєводство)
Служево (пол. Służewo, нім. Schlusau) — село в Польщі, у гміні Александрув-Куявський Александровського повіту Куявсько-Поморського воєводства.
Населення — 1253 особи (2011).
У 1975-1998 роках село належало до Влоцлавського воєводства.

## Демографія
Демографічна структура станом на 31 березня 2011 року:
|          | Загалом | Допрацездатний вік | Працездатний вік | Постпрацездатний вік |
| -------- | ------- | ------------------ | ---------------- | -------------------- |
| Чоловіки | 611     | 124                | 430              | 57                   |
| Жінки    | 642     | 113                | 390              | 139                  |
| Разом    | 1253    | 237                | 820              | 196                  |